# Festuca arundinacea
Festuca arundinacea là một loài thực vật có hoa trong họ Hòa thảo. Loài này được Schreb. mô tả khoa học đầu tiên năm 1771.

## Hình ảnh

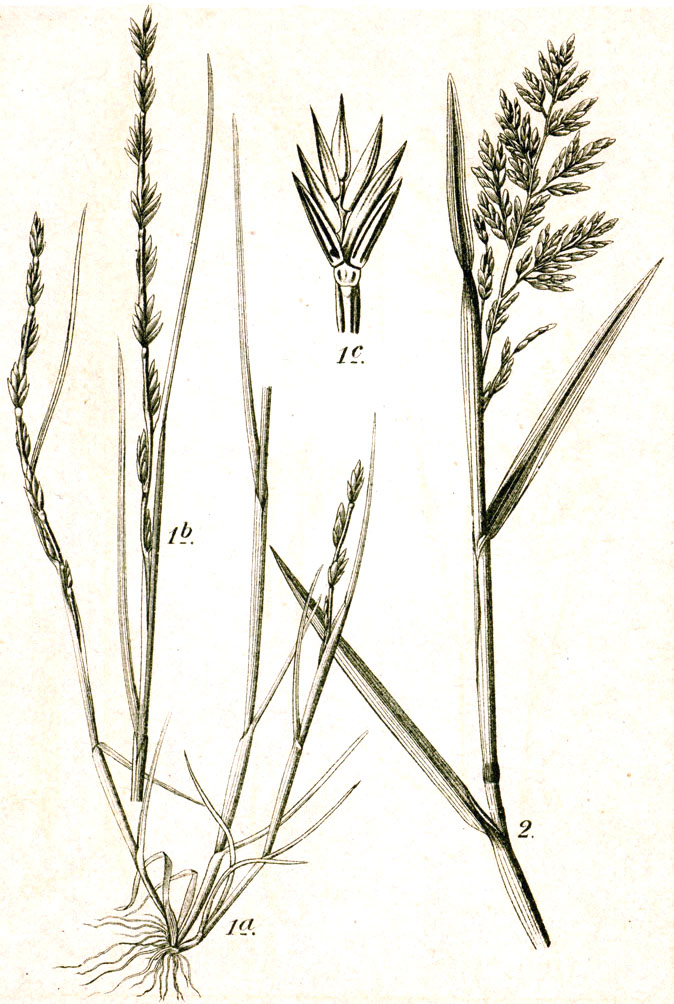
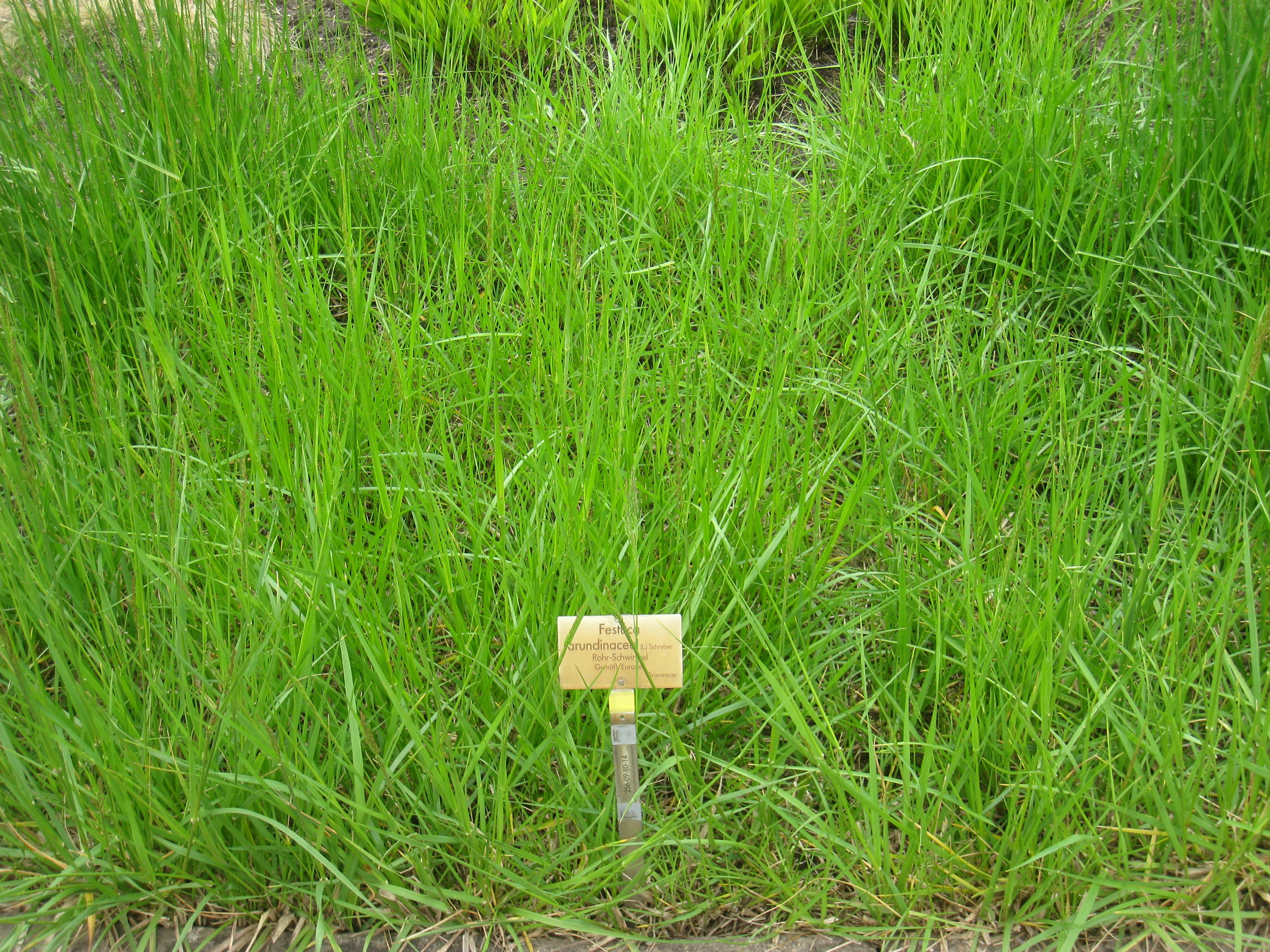
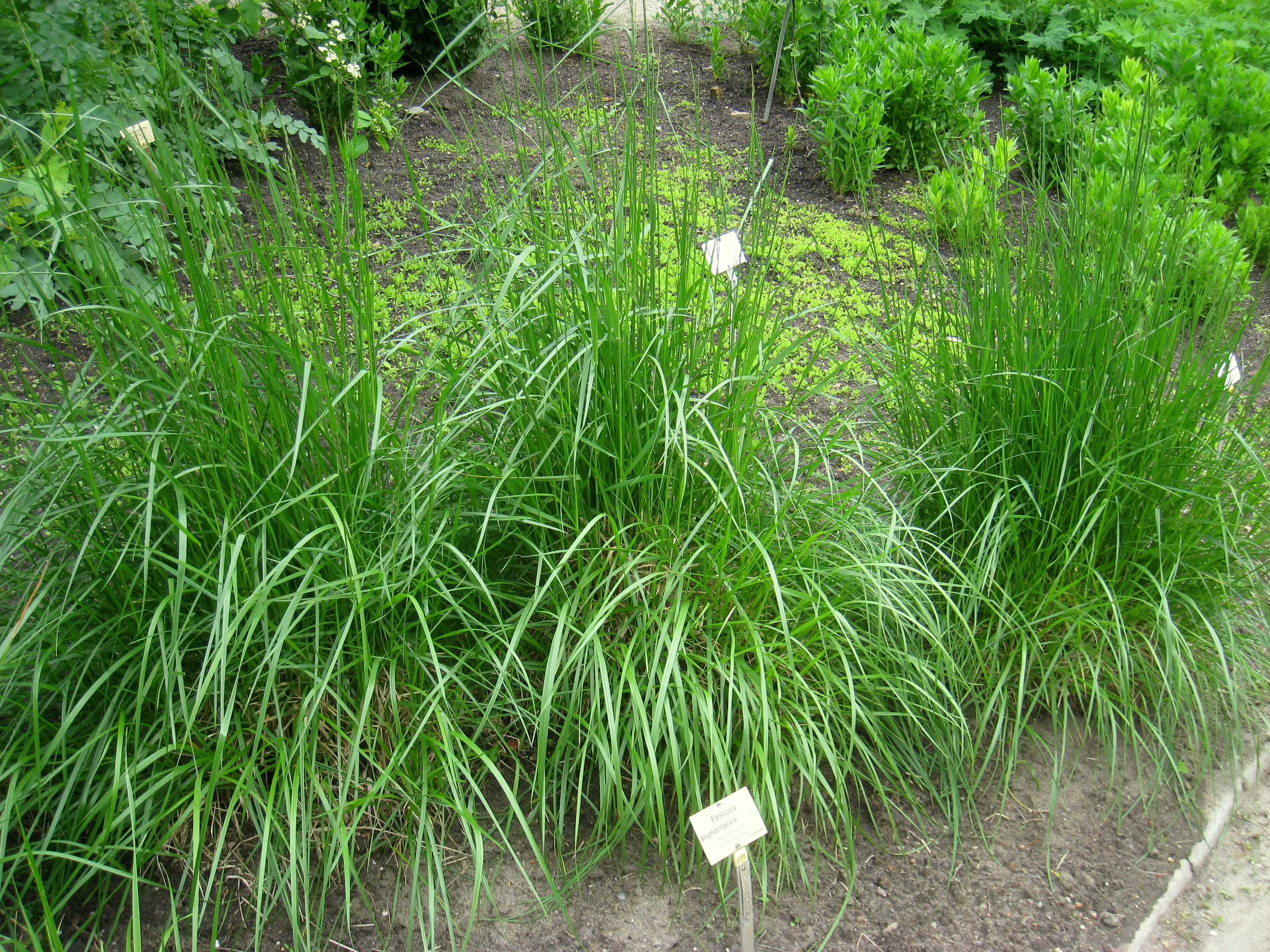
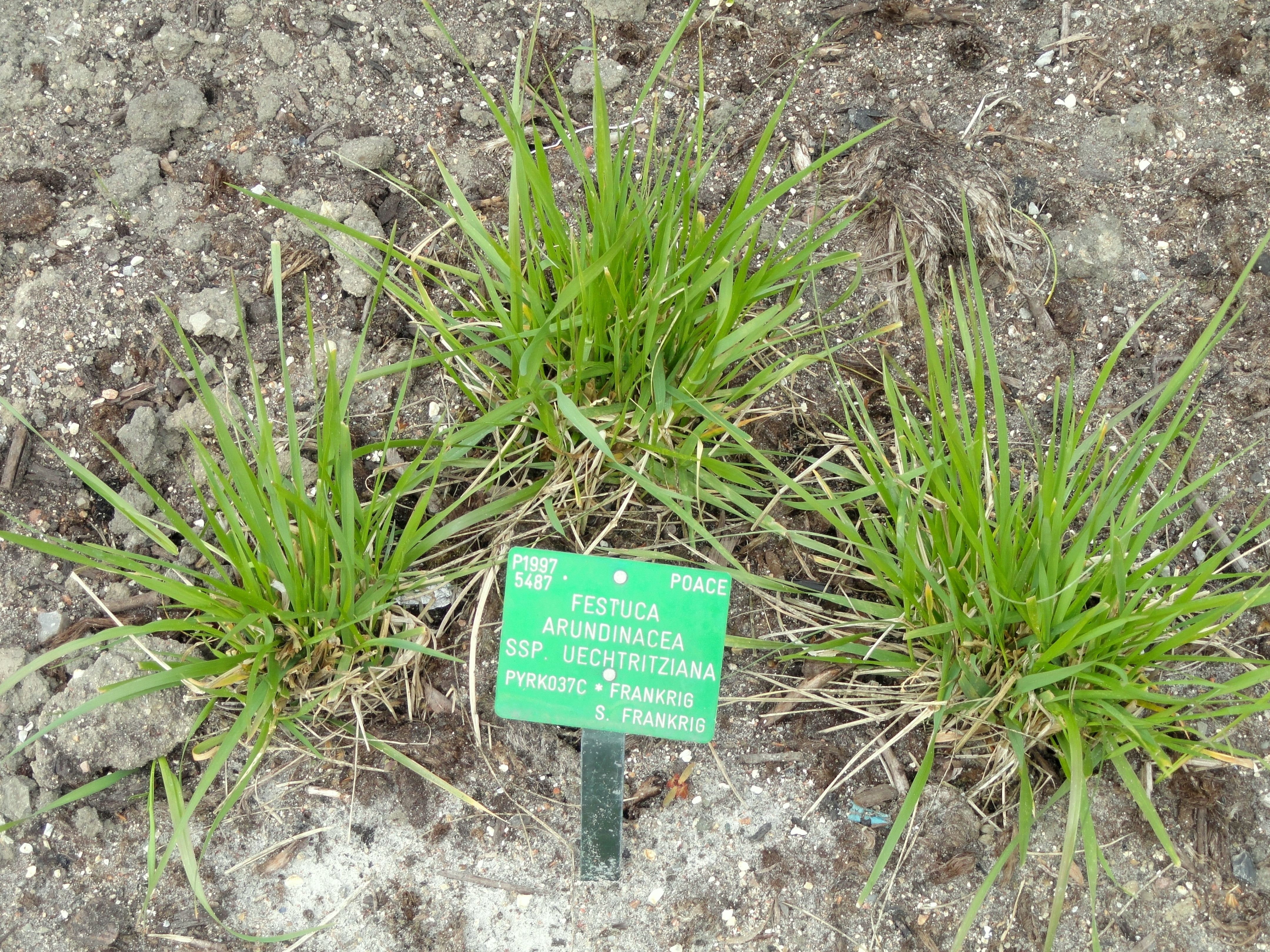